# Смілно
Смілно (словац. Smilno) — село в Словаччині, Бардіївському окрузі Пряшівського краю. Розташоване в північно-східній частині Словаччини, в північній частині Низьких Бескидів.
Вперше згадується у 1250 році.
В селі є римкокатолицький костел.

## Населення
| Рік:            | 1993 | 2003    | 2013    | 2023    |
| --------------- | ---- | ------- | ------- | ------- |
| Кількість осіб: | 716  | 729     | 717     | 689     |
| Різниця:        |      | +1,81 % | -1,64 % | -3,90 % |

| Рік:            | 2022 | 2023    |
| --------------- | ---- | ------- |
| Кількість осіб: | 671  | 689     |
| Різниця:        |      | +2,68 % |

В селі проживає 721 осіб.
Національний склад населення (за даними останнього перепису населення — 2001 року):
- словаки — 98,39%
- чехи — 0,67%
- русини — 0,27%
- українці — 0,13%
- поляки — 0,13%

Склад населення за приналежністю до релігії станом на 2001 рік:
- римо-католики — 94,76%,
- греко-католики — 4,03%,
- православні — 0,81%,
- протестанти — 0,13%,
- не вважають себе віруючими або не належать до жодної вищезгаданої церкви — 0,27%